# Mozart-hatás
A Mozart-hatást először Alfred A. Tomatis (1920-2001) határozta meg, aki Mozart zenéjét használta hallgatási stimulációnak munkájában, ahol megpróbált különböző rendellenességeket kezelni. Ám a lenti állítások, mely az intelligenciára, tanulásra, logikus gondolkodásra vonatkoznak, nem Alfred A. Tomatistól származnak, ő egész más módon, a Tomatis-effektusra használta Mozart zenéjét, mely a speciális fejhallgatókból, csontvibrátoron keresztül, szaggatottan jutott el hallgatójukhoz.
Több mindent jelenthet:
1. Bizonyos kutatási eredményeket, melyek azt bizonyítják, hogy Mozart zenéjének hallgatása rövid távon fejlődést eredményez bizonyos típusú értelmi, térbeli-logikai (spatio temporal reasoning) feladatoknál.
2. A népszerűsített verziója a teóriának, mely szerint Mozart zenéjétől okosabb leszel, azaz a korai gyermekkori találkozás a komoly zenével pozitív hatással van az értelmi fejlődésre.
3. Egyes kutatások állítása szerint jóval messzemenőbb hatások tulajdoníthatók a Mozart-effektusnak, mint a tér-idő érzékelés (spatio temporal reasoning), vagy az intelligencia növelése.

## Előzmények, történeti áttekintés
Azért legfontosabb a zenei nevelés, mivel a ritmus és összhang merül alá leginkább a lélek mélyébe, és a legerősebben ragadja meg azt, szépérzetet támasztva benne, és mivel a rút alkotást a zenében nevelt ember érzi meg és – méltán háborogva – a szépet dicséri és örömmel a lelkébe fogadja, s belőle táplálkozva maga is széppé és jóvá válik.” (Platón)
Évszázadokon át gyógyításra és érzelmeink fokozására használták a zenét. Egy görög monda szerint Aszklépiosz egy beteg embert fektetett az amfiteátrum közepére és speciális hangok segítségével próbálta meggyógyítani. Jóval később új antik kórusművek és bennük új hangszerek jelentek meg, ezeket hívjuk ma eredendő klasszikus zenének, ami az élőszórakoztatás szintjére lépett, és azóta is élvezzük e remekművek felemelő hatását.
Az i. e. 6. században Püthagorasz hárfajátékkal pihentette diákjait, melynek segítségével mintegy kitisztította gondolataikat. Mindezek mellett, kimutatta, hogy a zene matematikailag is követhető hangfrekvenciák harmóniáját rejti magába. Írásai utalnak rá, hogy tanulmányozta a hangok „működését”, a zene hatását.
A klasszikus zene oldja a stresszt, a depressziót, a szorongást. Segíti az összpontosítást, a tanulást, fejleszti az emlékező-képességet. Enyhíti a fájdalmat. Orvosok alkalmazták a daganatok, a magas vérnyomás vagy az elmebetegségek gyógyítása során. Régóta ismert az is, hogy egyes operációk közben komolyzene szól a műtőben.
Elsőként Alfred Tomatis alkalmazta az osztrák zseni muzsikáját beszéd és kommunikációzavarokkal küzdő gyerekeknél Franciaországban. Azóta több száz olyan központ létesült a világon, ahol Mozart műveit gyógyító céllal hallgattatják beteg gyerekekkel. Legfőképpen olvasási, figyelem-összpontosítási és kommunikációs zavarok, valamint autizmus (kóros befelé fordulás) esetén.
1997-ben jelent meg az amerikai Don Campbell sikerkönyve, A Mozart-hatás, amely hozzájárult ahhoz, hogy egyre több helyen alkalmazzák a hangterápia módszereit.

## Az alapokat nyújtó kutatások

### Alfred A. Tomatis
A Mozart-hatást először egy francia fül-orr-gégész, Alfred A. Tomatis írta le 1991-ben kiadott könyvében, a Pourquoi Mozart?-ban. A munkásságát már 40 éve ismerte a világ mielőtt a könyve megjelent volna. Hallás és zene kutatásai segítségével jutott el ahhoz a felismeréshez, hogy a hangok segítségével alvászavart, depressziót, sőt szervi bántalmakat is lehet gyógyítani. Igaz ehhez a zeneműveken némi átalakítást végzett, pl. kiemelte a felhangokat stb. Különösen Mozart zenéjének pszichofiziológiai hatását elemezte. Tomatis az emberi fejlődés és viselkedés szemszögéből vizsgálta a fül és az idegrendszer kapcsolatát. A „Tomatis metódus” alapjait szolgáló elméletek egyfajta előre jelzése a fül, az agy és az idegrendszer kapcsolatának vizsgálata. A neuropszichológiai hangterápia jelzi, hogy miként is hat ez az eljárás. Ha megértjük az elméleteket és a neuropszichológiai hátteret, akkor a Tomatis-módszer további kutatásoknak nyithat kaput és több lehetőséget adhat az új és hatásos tréning és serkentő módszerek fejlesztésére.

### Frances H. Rauscher
A Mozart-hatásról először 1993-ban publikált Frances H. Rauscher, a Wisconsin-i Oshkosh Egyetem idegtudósa. Rauscher, Shaw, G. L. és Ky, K. N. vizsgálatot végzett, mely során azok a diákok, akik 10 percen keresztül hallgattak egy részletet Mozart D dúr szonáta két zongorára című művéből, jobban teljesítettek egy térbeli logikát igénylő teszten, mint azok, akik kortárs zenét hallgattak, vagy nem részesültek zenei élményben.
A kísérlet résztvevőinek adtak egyet a három formális absztrakt térbeli logikát (spatio temporal reasoning) vizsgáló tesztlap közül, miután különböző hallási hatásoknak vetették alá őket: egy szonáta Mozarttól, egy ismétlődő relaxációs zene, és csönd. Kiderült, hogy a részvevők a koruknak megfelelő átlag IQ-hoz képest 8-9 ponttal magasabb érték birtokosának megfelelő eredményt produkáltak Mozart hallgatása után. Rauscher, Shaw és Ky 1993-as, fent említett kutatása szerint a zene agyserkentő hatása ideiglenes. Egy alanynak sem maradt meg a hatás 15 perccel a kísérlet után. Ezeket az eredményeket pedig leközölte a Nature című lap.
A szonáta meghallgatását követően Alzheimer-kóros betegek jobb eredményeket értek el térbeli és szociális feladatok végrehajtásában, mint előtte. Epilepsziás betegeknél pedig csökkent a rohamokkal járó agyi elektromos aktivitás Mozart hatására, míg más zenék nem váltottak ki hasonló hatást.
A közelmúltban Rauscher és Hong Hua Li, a kaliforniai Stanford Egyetem genetikusai patkányokon is megvizsgálták Mozart zenéjének hatását, és azt tapasztalták, hogy az állatok is jobban teljesítettek a tanulási és memóriateszteken a szonáta meghallgatását követően.
Ezekben a patkányokban megnövekedett a BDNF nevű fehérje, mely egészségesen tartja az idegsejteket, valamint a CREB nevű tanulással és memóriával összefüggő növekedési fehérje mennyisége, a kontroll csoportot alkotó állatokhoz képest, melyek Mozart helyett fehér zajt hallgattak.
A kutatópáros további vizsgálatokat tervez különböző idegrendszeri betegségekben szenvedő illetve agysérűlt emberek bevonásával, valamint alaposan kívánják elemezni más zeneművek serkentő, gyógyító hatásait is.

## A Mozart-hatás elterjedése
Az, hogy az IQ meg volt említve ebben a kísérletben, és hogy Mozart zenéjét használták fel, nyilvánvaló tetszést váltott ki Mozart kedvelői között, így a Mozart-hatás széles körű publicitást élvezett. 1994-ben Alex Ross zenekritikus írt egy könnyed cikket: „A kutatók (Rauscher és Shaw ) megállapították, hogy Mozart zenéjének hallgatásától okosabb leszel” és ezt végső bizonyítékként használta fel állításában mely szerint Mozart letaszította Beethovent „minden idők legjobb zeneíróját” a trónról. Egy 1997-es Boston Globe-i cikk is említett egynémely Raucher és Schaw eredményt. A cikk leírt egy tanulmányt, amiben 3 négyéves kisgyerek 8 hónapnyi zongoralecke után 34%-kal magasabb eredményt ért el, tér-idő érzékelést (spatio temporal reasoning) mérő teszten, mint a többi csoport, melyek közül egy computer-leckéket, egy másik ének leckéket kapott, a harmadik viszont semmilyen hatásnak nem volt kitéve.

## Mozart-hatás a modern korban

### Don Campbell
Az 1997-es könyv Don Campbelltől: „A Mozart-hatás: A zene erejéből merítés a test gyógyításához, az elme erősítéséhez, és az alkotó lélek felszabadításához” azon teóriával foglalkozik, mely szerint Mozart hallgatása, (különösen a piano concerto) megnövelheti az ember IQ-ját, és egyéb jótékony hatást fejthet ki az agyműködésre. Ezen teóriák ellentmondásosak. A kapcsolat a (mind játszott, és hallgatott) hangnak és zenének, a kognitív funkciókhoz és különböző pszichológiai mértékekhez már fel lett térképezve, számottevő eredmény nélkül.
A Mozart-hatás (The Mozart Effect) után, Campbell megírta a folytatást, The Mozart Effect for Children című könyvét és erre vonatkozó kiadványokat készített. Ezek között található zenegyűjtemény, melyről Campbell állítja, hogy a Mozart-hatást felhasználva segítik „a mély megnyugvást és felfrissülést, az intelligenciát és a tanulást, és a kreativitást, valamint a képzelőerőt”.
Campbell úgy határozta meg a Mozart-hatást, hogy: „egy mindent önmagába foglaló dolog, ami jelentőséget tulajdonít a zene átalakító erejének az egészség, az oktatás, és a jólét terén. A zene átlagos használatát reprezentálja a stressz, a depresszió, vagy az aggódás csökkentésének terén, hogy relaxációt vagy alvást eredményezzen, hogy serkentse a testet, vagy hogy segítse a memóriát vagy az éberséget. Innovatív és kísérleti használata a zenének és hangoknak javíthat a hallási rendellenességeken, a diszlexián, az autizmuson, a figyelemhiányos hiperaktivitáson és egyéb mentális, fizikai rendellenességeken, sérüléseken.”

### Politikai hatás
A népszerű teória hatása megnyilvánult 1998-ban, január 13-án, amikor Zell Miller, Georgia kormányzója bejelentette, hogy az általa javasolt állami költségvetésbe beletartozna 105 000 dollárnyi ráfordítás évente arra, hogy minden Georgiában született gyermeknek juttassanak egy kazettát vagy CD-t, melyen klasszikus zene található.
Miller kijelentette: „Senki sem kérdőjelezi meg, hogy a zene hallgatása kicsiny korban hatással van a tér-idő érzékelésre, amely alapul szolgál a matematikában, a mérnöki szakmában és még a sakkban is.” 
Miller lejátszott a hivatalnokoknak egy részletet Beethoven örömódájából egy kazettáról, és megkérdezte őket: „Nos, nem érzik magukat máris okosabbnak?” Miller megkérte Yoel Levi zenei rendezőt, hogy állítson össze olyan zenékből gyűjteményt, amit a CD-nek tartalmaznia kéne. Homer M. DeLoach, az állam követe megkérdezte: „Megkérdeztem, hogy lehetséges-e némi Charlie Danielst is belerakni, de azt mondták, hogy a komolyzenének nagyobb a pozitív hatása. Mivel önmagam nem tanulmányoztam az erre vonatkozó hatásokat, azt hiszem hinnem kell nekik ez ügyben.”

### Tévhitek a Mozart-hatással kapcsolatban
Vannak népszerű értelmezései a Mozart-hatásnak, amelyek mindig az intelligenciához kötődnek. Ebből adódott Alex Ross megjegyzése miszerint „Mozart hallgatásától okosabb leszel” és Zell Miller kérdése melyben megkérdezte a georgiai hivatalnokokat, hogy okosabbnak érezték-e magukat, miután Beethovent játszottak nekik.
Rauscher maga, egyike az eredeti kutatóknak, is cáfolta ezt az ötletet. Az 1999-es válaszában, amit egy cikkel együtt tettek közzé, cáfolta a Mozart-hatást, a következőket írta:
„A mi eredményeink Mozart szonáta két zongorára hallgatásának hatásairól és a tér-idő érzékelésének (spatio temporal reasoning) minőségéről szólnak, mely nagy érdeklődést váltott ki, azonban számos tévhitet is, melyek közül sok tükröződik a kísérleteink utánzásának próbálkozásaiban. A leggyakoribb ilyen tévhit, hogy Mozart hallgatása növeli az intelligenciát. Mi nem állítottunk ilyet. A hatás a korlátozott tér-idő feladatokra vonatkozik, amelyekbe az agyi képzelőerő és az időzítő képesség tartozik.”
Másodszor, gyakran sugallt, vagy állított, hogy korai gyermekkorban a megfelelő zenével való érintkezésnek maradandó, jótékony hatása van. (1999-ben Florida állam törvénybe iktatta, hogy a kisgyerekek állami iskolákban naponta hallgassanak komolyzenét.)
Az ehhez hasonlókra Rauscher megjegyezte:
„Nem hiszem, hogy ártalmas lehet. Teljesen egyetértek azzal, hogy a gyermekek csodálatos kulturális élményekben részesüljenek. Azonban a pénzt jobban is el lehetne költeni a zenei műveltséget gyarapító programokra.”

## Egyéb kutatások és eredményeik

### A Bellarmine Egyetem kutatása
Egy másik kísérletet, mely egyetért a Mozart-hatás állítással, a Bellarmine Egyetem végezte el. Hogy megbizonyosodjanak afelől, hogy a Mozart-hatás valós-e, a Pszichológiai Osztály a Belarmine Egyetemen tesztelte a térbeli gondolkodását a részvevőknek úgy, hogy megoldattak velük papírral és ceruzával különböző bonyolultságú útvesztős feladatokat. A tanulóknak 8 perc állt rendelkezésre, hogy annyit oldjanak meg, amennyit csak tudnak. Ha a Mozart-hatás alkalmazható, akkor a résztvevők teljesítménye Mozart zenéjének hallgatása után jobb kell, hogy legyen mint a másik két hallgatott hanganyag után. A 22 jelentkezőből átlagosan 2,68 fejtörőt oldottak meg Mozart zenéjének hallgatása után 8 percen belül. Különböző típusú zene hallgatása után az átlag 2,2-re, majd a csend után 1,73-ra süllyedt. A kísérlet alátámasztotta a Mozart-hatás létezését.

### Thompson, Husain és Schellenberg kutatása (2001)
Egyéb kutatók úgy érvelnek, hogy a Mozart-hatás csak egyik jelensége a zenehallgatás rövidtávú hatásának a hangulatra és az érdeklődésre. William Forde Thompson, Gabriella Husain és Glenn Schellenberg (2001) tesztelte a Mozart-hatást 18 év alatti- és felettieken, akik számottevő zenei háttérrel rendelkeznek (3 év zenei tanulmány). A részvevők vagy a Mozart Zongoraszonáta D-mollban-t, vagy Albinoni: Adagio G mollban-ját hallgatták.
Mozart darabja ellentétes Albinoniéval, mert Mozart idézett darabja erőteljesebb, ütemesebb, energikusabb, mint az Adagio, amely lassabb, szomorkásabb zenemű. Ezután a résztvevők végrehajtották ugyanazokat a tér-idő érzékelés-teszteket (név szerint a papírhajtogató és -vágó – Paper Folding and Cutting – feladatot), amiket az eredeti tanulmányban is használtak Rauscher és kollégái. A résztvevők ezután egy szabványos hangulatot és érdeklődést felmérő tesztsorozatot végeztek el, a „Hangulatállítások profilját”. Szolgáltak még  a hangulatuk egyszerű skálázásával és energikusságukról is beszámoltak egy 1-től 7-ig terjedő skálán. Végül pontozták a zenét, hogy mennyire tetszett nekik.
A résztvevők számottevően jobban teljesítettek a tér-idő érzékelő feladatokban Mozart szonátája után, mint Albinoni darabja után. Mikor azt is figyelembe vették, hogy kit mennyire érdekel a dolog, és hogy szereti-e az adott zenét, ekkor Mozart zenéjének előnye megszűnt.
William Forde Thompson, Glenn Schellenberg és Gabriela Husain által végzett kutatás a Torontói Egyetemen azt sugallja, hogy a Mozart-hatás betudható átmeneti változásoknak a hangulatban és az érdeklődésben, amit hosszabb zenehallgatás eredményez (8-10 perc). Azonban nem minden zene váltja ki a Mozart-hatást. A zenének energikusnak és pozitívnak kell lennie a megkérdezettek szerint.

### Mozart és azepilepszia
Mozart K.448-ról ismert még az is, hogy csökkenti a rohamok számát epilepsziásoknál. Az Illinois-i Egészségügyi Központ Egyeteme elvégzett egy kísérletet 29 epilepsziás páciensen. Miután 300 másodpercen keresztül Mozartot hallgattak, 23-on a 29 páciensből érzékelhető volt az epileptiform jelek csökkenése az EEG vizsgálatoknál, és a kómás pácienseknél is hasonló eredményt mértek. Nem tudni azonban, hogy a hatás azonnali, vagy szükséges hozzá 40-300 másodpercnyi zenehallgatás, hogy a hatás érzékelhető legyen.
Ezen kívül még megvizsgálták, hogy van-e egyéb hatása ennek a zenének. A 2001-es áprilisi kiadása a Journal of the Royal Society of Medicine-nek felbecsülte Mozart zenéjének lehetséges jótékony hatásait. John Jenkins lejátszotta a K. 448 Szonátát epilepsziás betegeknek, és az epileptikus aktivitásokban csökkenést észlelt.
A Brit Epilepszia Szervezet szerint a kutatások azt mutatták, hogy Mozart K.448-án kívül csak egyetlenegy másik zenei darab bír a Mozart-hatással; egy görög dal Yanni nevű szerzőtől, Mozgásban/Állni Egyhelyben (Acroyali) című mű. A Journal of the Royal Society of Medicine határozta meg, hogy a mű Mozart-hatással bír, mivel hasonló ahhoz tempóban, szerkezetben, harmonikus összecsengésben és kiszámíthatóságban. (Feltehető az a kérdés is, hogy ha valaki műalkotás közben figyelembe veszi a K.448-as szonáta jellegzetességeit, tempó, szerkezet, harmónia, kiszámíthatóság, akkor képes lehet-e Mozart-hatással rendelkező művet készíteni).
A zene elemei, a ritmus, melódia, dinamika, hangszín, hangközök stb., vagy mint sajátos rezgések összessége különös lelki, élettani hatást érhetnek el. Akár izomellazulást, érfal kitágulást, egyenletes lassú szívverést, így vérnyomás csökkenést képes kiváltani egy muzsika, akár izom feszülést, szapora légzést és szívritmust és vérnyomás emelkedést egészen az eufória és eksztázis állapotáig.

### Chabris és Steele kutatása: a Mozart-hatás cáfolata
A Mozart-hatás létezését vitatta két kutatócsoport 1999-ben, Christopher F. Chabris, Kenneth M. Steele [Nature, Vol. 400. p. 826-827], „A Mozart-hatás: preludium vagy requiem? (Prelude or requiem for the ’Mozart effect’? )” címmel. Chabris metaanalízise 16, addig megjelent tanulmány alapján bemutatta, hogy a sem az IQ 1,4 pontos növekedése, sem a mentális hajtogatás 2,1 pontos növekedése nem szignifikáns, azaz a hatás nem létezik. „Bármely kognitív erősödés kicsiny, és nem tükröz semmilyen változást az IQ-ban, vagy a gondolkodásban átlagban, hanem teljes mértékben egy adott kognitív feladatban nyújtott teljesítményből származnak, és egyszerű neuropszichológiai magyarázatuk van”, amit emocionális arousal-nak (enjoyment arousal) hívunk. Példának okáért idéz egy tanulmányt, mely szerint akár Mozart hallgatása, akár egy Stephen King bekezdés olvasása növelte az alanyok teljesítményét a „papírhajtogatásban” (Paper Folding and Cutting), de csak azoknál, akik élvezték, amit hallottak. Steele észrevette, hogy „Mozart zenéjének hallgatása - IQ pontra átszámítva - 3 pontos növekedést váltott ki a csöndhöz képest az egyik kísérletben, és 4 pontos csökkenést a másikban.”

### Bridget és Cuevas kutatása
Még ha a zene javítja is a teljesítményt bizonyos feladatokban, ez a hatás nem alkalmazható több területre. Bridget és Cuevas rájöttek, hogy zene nélküli viszonyokhoz hasonlítva, Bach vagy Mozart zenéjének hallgatása 10 percen keresztül egyáltalán nem segített egy matematikai feladat megoldásában.

### A Német Kutatási Minisztérium álláspontja
Egy Német Kutatási Minisztérium által közzétett jelentés 2007-ben, és minden tudományos irodalom elemzése a témával kapcsolatban, arra a következtetésre jutott, hogy „…passzívan Mozart hallgatása, – vagy bármilyen zenéé, amit élvezel – nem tesz okosabbá. Még több kísérletet kellene végezni, hogy rájöjjünk, vajon a zenei leckék növelhetik-e egy gyermek IQ-ját hosszú távon.”

### Ho, Cheung és Chan kutatása (2003)
A gyermekek folyamatos zenei képzése serkenti a bal temporális lebeny működését és javítja a verbális memória képességét. Ez a felfedezés felveti, hogy az a zene közvetlenül befolyásolja az emberi agy szerkezeti működését. A hangulat vizsgálata és a közben kiváltó zenei expozíció fokozott élettani tevékenységet, valamint egy autonóm idegrendszeri-választ eredményez.
A hasonló felfedezések szintén ismertek voltak, miután meghallgattak egy Schubert-darabot. Kijelenthetjük, hogy az irodalom és a zenei kutatás összeolvadt, mivel hasonló eredményeket figyeltek meg, amikor egy kognitív feladat elvégzése előtt az alany egy novellát olvasott és ugyanúgy befolyásolta a hangulatát és a teljesítőképességét.

### George N. Caldwell, Leigh M. Riby kutatása (2006)
A kísérletben két csoport vett részt: klasszikus és rock zenészek. A 16 résztvevőből 10 férfi, 6 pedig nő. Átlag életkoruk 32 év (18-58 év). A kísérlet a kiváltott potenciált vizsgálta zenehallgatás közben az EEG-n. A csoportok nem voltak kitéve semmilyen stimulálószernek (cigaretta, koffein, szőlőcukor, stb.) Mindkét csoport klasszikus és rock zenét is hallgatott a kísérlet folyamán. Megfigyelhető volt, hogy mindkét zenei irányzat érzékelhető hatással bír, de a klasszikus zenének nagyobb hatása volt a zenészekre, ugyanakkor megfigyelhető a saját műfaj preferenciája is. A Glasgow-i egyetem pszichológia tanszékének etikai bizottsága hagyta jóvá a kísérletet.
A hallgatott zenék: 
- Ludwig van Beethoven 2. szimfónia
- Steve Vai For the Love of God